# Štěpán Vachoušek
Štěpán Vachoušek [ˈʃcɛpa:n ˈvaxoʊʃɛk] (* 26. Juli 1979 in Duchcov) ist ein ehemaliger tschechischer Fußballspieler.

## Karriere

### Verein
Vachoušek spielte in seiner Jugend für Lokomotiva Bílina und FK Teplice, wo er 1998 in der ersten Mannschaft debütierte. Um dem jungen Mittelfeldspieler Spielpraxis zu ermöglichen, wurde er an Brümmer Česká Lipa, SC Xaverov und Chmel Blšany ausgeliehen. Sein Durchbruch gelang ihm 2001, im März 2002 wechselte er für 35 Millionen Kronen zu Slavia Prag. Das machte ihn bis dahin zum teuersten tschechischen Spieler der Liga. Nach anderthalb erfolgreichen Jahren in Prag ging er in die erste französische Liga zu Olympique Marseille. 
Nach seinen guten Auftritten im UEFA-Cup wurde Vachoušek vom damaligen Gegner FK Austria Wien für ein Jahr ausgeliehen. Nach einer sehr starken Saison zog Austria Wien die Kaufoption. Im April 2005 zog er sich einen Kreuzbandriss zu und fiel ein halbes Jahr aus. Nach durchwachsenen Leistungen zu Beginn der Saison 2006/07 zog er sich eine weitere Bänderverletzung zu und fehlte der Mannschaft bis zum Ende der Saison. Nach weiteren Verletzungen und schlechter Verheilung kursierten Gerüchte über ein verletzungsbedingtes Karriereende. Am 29. März 2008 feierte Vachoušek ein gelungenes Comeback in der Kampfmannschaft von Austria Wien.
Im Sommer 2008 wechselte Vachoušek zu seinem ehemaligen Verein FK Teplice. Im August wurde Vachoušek mit Kaufoption bis Jahresende an Sparta Prag verliehen. Zur Rückrunde kehrte er nach Teplice zurück.
Zur Saison 2017/18 wechselte er zum deutschen Regionalligisten FC Oberlausitz Neugersdorf, wo er nach einer Spielzeit seine aktive Karriere beendete.

### Nationalmannschaft
Vachoušek war 2004 im EM-Kader von Semifinalist Tschechien und spielte beim 2:1-Erfolg in der Gruppenphase gegen Deutschland. Er wurde mit dem tschechischen U-21-Fußballnationalteam 2002 Europameister und spielte 22 Mal für das tschechische A-Team.